# 瑞浪市立日吉小学校
瑞浪市立日吉小学校（みずなみしりつ ひよししょうがっこう）は、岐阜県瑞浪市にある公立小学校。

## 沿革
- 1983年4月、「瑞浪市立日吉第一小学校」と「瑞浪市立日吉第二小学校」を統合し、新設開校した小学校である。
- 2006年に日吉中学校が敷地内に移転し、併設校となった。2006年4月から2019年3月の日吉中学校廃校までは小中一貫校となり、日吉小中学校とも称した。

- 1982年（昭和57年）7月 - 瑞浪市日吉地区の小学校（日吉第一小学校・日吉第二小学校）の統合が決まり、統合校舎の起工式を行う。
- 1983年（昭和58年）
  - 3月 - 統合校舎が完成。
  - 4月1日 - 瑞浪市立日吉小学校が開校。
- 1984年（昭和59年）
  - 3月 - 体育館が完成。
  - 7月 - プールが完成。
- 2006年（平成18年）4月 - 瑞浪市立日吉中学校が日吉小学校内に新築移転。併設となる[1][2][注釈 1]。
- 2019年（平成31年）4月1日 - 瑞浪北中学校の新設により日吉中学校が廃校。日吉小学校は単独校となる。
- 2019年（令和元年）12月24日 - 旧・日吉中学校校舎に移転。